# Gulbuddin Hekmatyar
Gulbuddin Hekmatyar (pachto : ګلبدین حکمتیار), né le 26 juin 1947 à Kondôz, est un homme politique et militaire afghan, ancien Premier ministre de l'État islamique d'Afghanistan et chef du parti Hezb-e-Islami Gulbuddin, considéré comme terroriste par la Force internationale d'assistance et de sécurité.

## Biographie
D'abord recruté comme agent du Pakistan en 1976, alors qu'il était étudiant à Kaboul, il est le chef du parti islamiste Hezb-i Islami, à la tête duquel il combat le gouvernement communiste afghan et les Soviétiques lors de la guerre d'Afghanistan, dans le cadre de l'opération Cyclone de la CIA et avec le soutien notamment de l'Inter-Services Intelligence pakistanais (ISI). Proche également des services de renseignement britanniques, il rencontre Margaret Thatcher au 10 Downing Street en 1986.
Après la chute de la république démocratique d'Afghanistan de Mohammad Najibullah en avril 1992, Hekmatyar fut écarté du pouvoir auquel il estimait avoir droit. Toujours soutenu par l'ISI, il participa à la bataille contre le commandant Ahmed Massoud pour le contrôle de Kaboul. Alors qu'il était Premier ministre, il n'a pas hésité à faire bombarder la ville à l'arme lourde par ses troupes, équipées par l'ISI, détruisant un tiers de la capitale et faisant des dizaines de milliers de victimes. Il y gagnera le surnom de « boucher de Kaboul »,. Il est également accusé d'avoir commandité des meurtres de journalistes, d'intellectuels et de féministes,. Pris entre les talibans et les troupes de l'Alliance du Nord de Massoud, il s'enfuit et finit par se rallier implicitement aux talibans.
Hekmatyar aurait déclaré à la télévision pakistanaise en 2003 avoir aidé Oussama ben Laden et Ayman al-Zawahiri à s'enfuir des montagnes de Tora Bora lors d'une offensive des troupes américaines.
Au cours des années 2000 et 2010, Gulbuddin Hekmatyar vit en exil en Iran, puis au Pakistan.
Fin 2004, alors qu'il se trouve au Pakistan, Hekmatyar appelle au djihad contre les États-Unis. Entré dans l'opposition au président Hamid Karzai, il a déclaré dans un enregistrement vidéo, diffusé le 4 mai 2006 par la chaîne Al Jazeera, vouloir désormais combattre sous le commandement d'Ayman al-Zawahiri, le numéro deux d'Al-Qaïda. Il est désormais, officiellement déclaré « terroriste » par les États-Unis.
Il a revendiqué la responsabilité de l'embuscade de Surobi du 18 août 2008 dans laquelle sont morts dix soldats français et entre 13 et 40 insurgés talibans.
Le 22 septembre 2016, après deux ans de négociations, l'Afghanistan signe un accord de paix avec Gulbuddin Hekmatyar, lui assurant une immunité et un possible retour en politique. Cette décision est considérée par le président Ashraf Ghani comme une avancée, alors que les pourparlers avec les talibans piétinent,. Le 4 février 2017, l'ONU lève ses sanctions prises en 2003 contre lui,. Le 4 mai, Gulbuddin Hekmatyar fait son entrée dans Kaboul à la tête d'un convoi lourdement armé et appelle les talibans à déposer les armes.
À l’issue de l’offensive des talibans de 2021, qui aboutit à la chute de Kaboul et au rétablissement de l’émirat islamique d'Afghanistan, l’ancien président Hamid Karzai annonce la mise en place d’un « conseil de coordination », avec Abdullah Abdullah et Gulbuddin Hekmatyar, dans le but d’assurer un transfert pacifique du pouvoir.